# 천강문학상
천강문학상은 의병장 곽재우 장군의 숭고한 뜻을 기리고 충의정신 함양하고 문학의 저변 확대와 우수 문인 배출 의마의 뜻으로 충의의 고장 의령을 널리 알리기 위해 제정한 문학상이다.

## 역대 수상 작품

### 2009년 1회
- 시ㆍ시조 부문 대상 백점례<물풀>
- 시ㆍ시조 부문 금상 이공<성지순례>
- 시ㆍ시조 부문 은상 김정아<바람 속의 잠> 김승훈<마블링>
- 시ㆍ시조 부문 동상 유현주<감자를 묻자> 강명수<배추벌레> 정일남<구절리>
- 수필 부문 대상 김희자<등피>
- 수필 부문 금상 안미자<추임새>
- 수필 부문 은상 정기상<매미> 박산하<만평농장 가꾸기>
- 수필 부문 동상 최계순<고가(古家)> 장미숙<부추> 김나현<느티나무처럼>
- 아동문학 부문 대상 이순영<꽃시계>
- 아동문학 부문 금상 금해랑<가을_할머니와 호박꽃>
- 아동문학 부문 은상 서진희<하회탈 인사> 김병욱<글씨>
- 아동문학 부문 동상 김양화<울지 못하는 새> 윤영선<향기> 최미애<이, 고집불통>
- 소설 부문 대상 주경로<여우별을 사랑하다>
- 소설 부문 금상 이서진<그리자벨라를 위하여>
- 소설 부문 은상 이채원<연두벌레> 조수현<믿음 혹은 신념의 문제>
- 소설 부문 동상 양호문<호수와 노인> 윤규열<푸른 상자> 정의권<세상 모질게 살았노라>

### 2010년 2회
- 시 부문 대상 박은영<토구>
- 시 부문 우수상 도복희<숫돌> 이기호<눈부처>
- 시조 부문 대상 장은수<새의 지문_빗살무늬토기>
- 시조 부문 우수상 박성민<벽> 김사은<껌이 내게로 와 꽃이 되었다>
- 소설 부문 대상 유애숙<안개소리>
- 소설 부문 우수상 홍지화<내 거울 속 달팽이> 김외숙<매직>
- 아동문학 부문 대상 박재광<돌배나무 두 그루>
- 아동문학 부문 우수상 김규학<등 돌리고 자면> 조명숙<바보 토우>
- 수필 부문 대상 정성희<舞>
- 수필 부문 우수상 김혜강<格> 장미숙<바지랑대>

### 2011년 3회
- 시 부문 대상 오정순<공터의 풍경>
- 시 부문 우수상 임재정<물속 경주 남산> 한승엽<붉은발말똥게>
- 시조 부문 대상 송영일<누이의 강>
- 시조 부문 우수상 김진<아홉굿 의자 마을> 박혜란<사과 3>
- 소설 부문 대상 김진영<안경>
- 소설 부문 우수상 한수연<손> 송방순<끈>
- 아동문학 부문 대상 신난희<숲에서>
- 아동문학 부문 우수상 엄정숙<조롱박 등>
- 수필 부문 대상 윤승원<봄, 수목원을 읽다>
- 수필 부문 우수상 김정화<숨은 소리> 최윤정<반딧불이처럼>

### 2012년 4회
- 시 부문 대상 최]] <밤 외출>
- 시 부문 우수상 김춘순 <화농의 봄> 임세한 <감자를 캐며>
- 시조 부문 대상 박해성 <만복열쇠점>
- 시조 부문 우수상 최영효 <나목시대> 이하림 <독서-갠지스강>
- 소설 부문 대상 홍이레 <독거미>
- 소설 부문 우수상 최지애 <늙은 여자의 노래> 장미영 <그룹 헤로인>
- 아동문학 부문 대상 강영인 <우리집 우아낙>
- 아동문학 부문 우수상 홍이지민 <은행나무 파라솔> 김현희 <투명인간>
- 수필 부문 대상 최미지 <바닥론>
- 수필 부문 우수상 이정순 <인생 소묘> 김윤선 <틈이 말하다>

### 2013년 5회
- 시 부문 대상 변희수<뿔>[1]
- 시 부문 우수상 정정례<덤불 설계도> 박산하<도요와 영산댁>
- 시조 부문 대상 유선철<늦가을 문상>
- 시조 부문 우수상 김석이<아우라지> 성국희<균열>
- 소설 부문 대상 주욱<미노타우로스>
- 소설 부문 우수상 최종미<로봇청소기와의 동거> 박정원<암홍어>
- 아동문학 부문 대상 신솔원<할머니의 등긁기>
- 아동문학 부문 우수상 우애란<천개의 돌탑> 이서영<미안해서>
- 수필 부문 대상 박동조<거미>
- 수필 부문 우수상 현경미<경계에서> 허효남<벽, 너를 더듬다>

### 2014년 6회
- 시 부문 대상 최정아<꽃피는 칼>[2]
- 시 부문 우수상 김이솝(본명 김대성)<버드나무 활극(수목장)> 정진혁<녹이 슬었다>
- 시조 부문 대상 박복영<저녁의 안쪽>
- 시조 부문 우수상 이윤훈<셔코항에서> 조경선<배웅>
- 소설 부문 대상 이경호<늑대를 기다리며>
- 소설 부문 우수상 양진영<냉동 발레리나> 최석규<소설이 곰치에게 줄 수 있는 것>
- 아동문학 부문 대상 김정민<내 의자>
- 아동문학 부문 우수상 장석순<덩굴손> 김귀자<전철역 비둘기>
- 수필 부문 대상 조현미<항아리>
- 수필 부문 우수상 김이랑(본명 김동수)<헌책방을 읽다> 조옥상<무종>

### 2016년 7회
- 시 부문 대상 박형권[3]
- 시 부문 우수상
- 시조 부문 대상 권점희
- 시조 부문 우수상
- 소설 부문 대상 문소정
- 소설 부문 우수상
- 아동문학 부문 대상 이은미
- 아동문학 부문 우수상
- 수필 부문 대상 김현숙
- 수필 부문 우수상

### 2017년 8회
- 시 부문 대상 최분임<빈 목간을 읽다>[4][5]
- 시 부문 우수상
- 시조 부문 대상 김환수<3대 조폭>
- 시조 부문 우수상
- 소설 부문 대상 이수조<해무의 시간>
- 소설 부문 우수상
- 아동문학 부문 대상 안선희<살구나무 할아버지>
- 아동문학 부문 우수상
- 수필 부문 대상 이혜경<각도를 풀다>
- 수필 부문 우수상

### 2018년 9회
- 시 부문 대상 유종서 <나비물>
- 시 부문 우수상 최류빈 <편백나무의 영토>
- 시조 부문 대상 이성목 <쇠뿔>
- 시조 부문 우수상 정미경 <목인>
- 소설 부문 대상 조미진 <달려라 자전거>
- 소설 부문 우수상 이준호 <제12조 제2항>
- 아동문학 부문 대상 김수희 <덩굴장미>
- 아동문학 부문 우수상 최은경 <삼색 고양이, 냥고>
- 수필 부문 대상 이혜경 허정신 <냇내,그리움을 품다>
- 수필 부문 우수상 안희옥 <청에 젖다>